# Cam Tỉnh Tử
Cam Tỉnh Tử (chữ Hán giản thể:甘井子区, âm Hán Việt: Cam Tỉnh Tử) là một quận của địa cấp thị Đại Liên, tỉnh Liêu Ninh, Cộng hòa Nhân dân Trung Hoa. Quận này có diện tích 491 km², dân số người 580.000. Quận Cam Tỉnh Tử có mã số bưu chính 116033, quận lỵ tại số 1 quảng trường Đại Liên. Sân bay quốc tế Chu Thủy Tử nằm ở quận này. Về mặt hành chính, quận Cam Tỉnh Tử được chia thành 15 nhai đạo biện sự xứ: Cơ Trường, Chu Thủy Tử, Bào Nhai, Nam Quan Lĩnh, Tuyền Thủy, Lăng Thủy, Hồng Kỳ, Đại Liên Loan, Tân Trại Tử, Cam Tỉnh Tử, Tiêu Kim Sơn, Trung Hoa Lộ, Hưng Hoa, Doanh Thành, Các Trấn Bảo. 